# Michel Nykjær

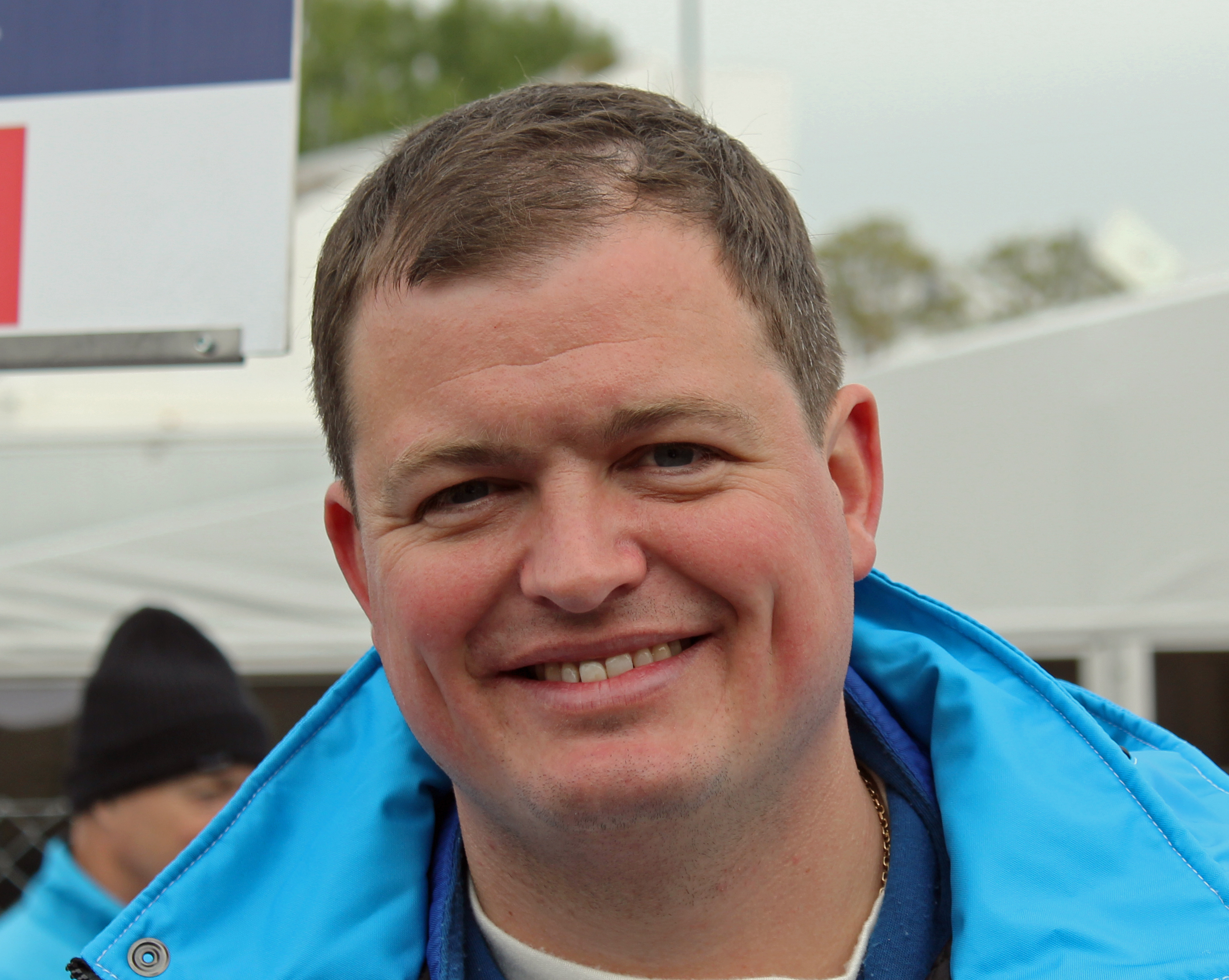
Michel Nykjær 2012

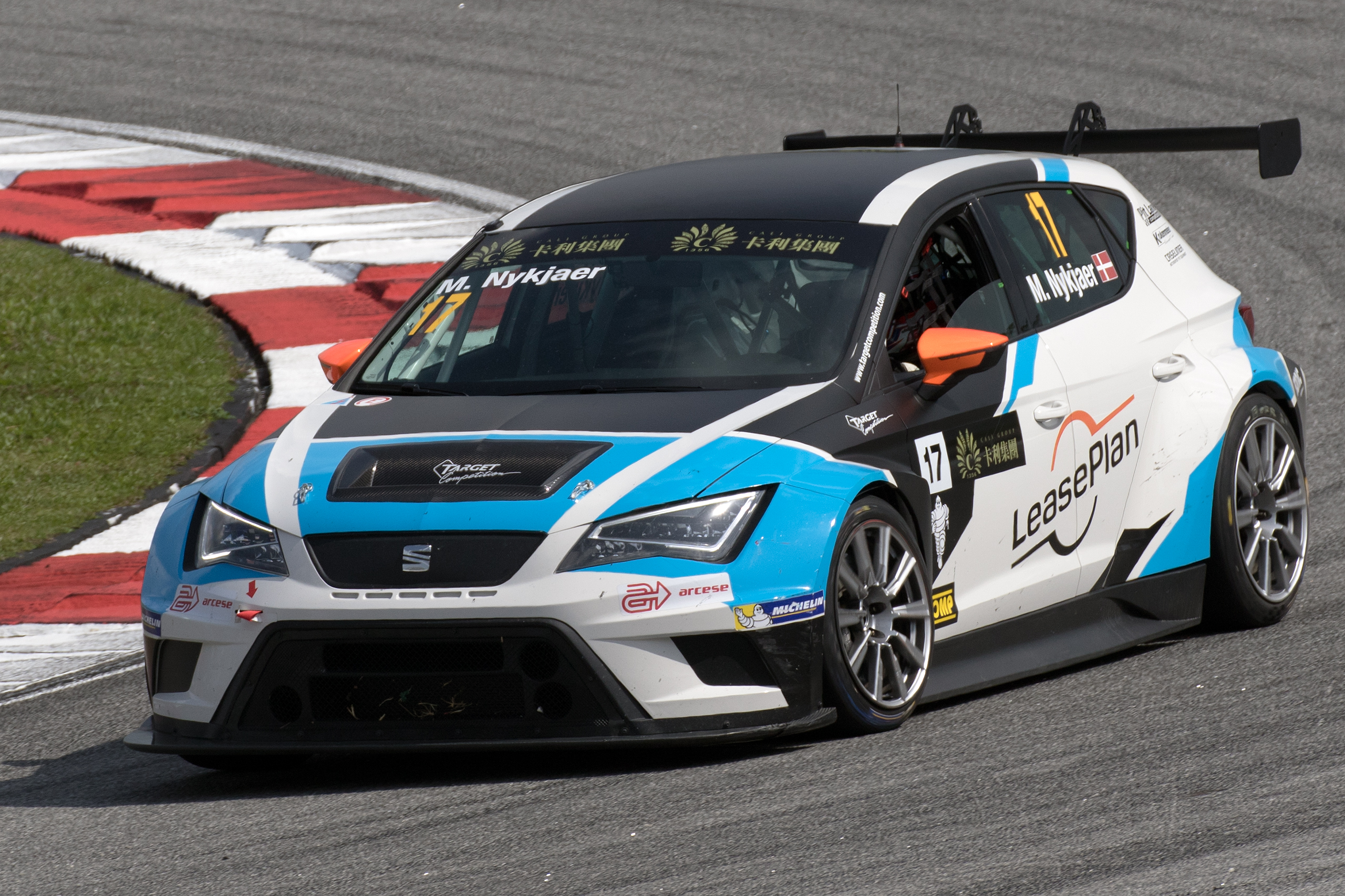
Michel Nykjær 2015 im Seat in der TCR International Series

Michel Nykjær (* 17. September 1979) ist ein ehemaliger dänischer Automobilrennfahrer.

## Karriere
1989 debütierte Nykjær im Kartsport, in welchem er schon 1990 in Dänemark seinen ersten Laufsieg verbuchen konnte. Neben dem Titel als Kartmeister der Region Seeland 1993 konnte er weitere Erfolge feiern. Doch ab 1994 ruhten Nykjærs Motorsportaktivitäten, welche erst 1998 mit Teilnahmen am dänischen Gruppe-N-Cup wieder auflebten. Nachdem er in ebendieser Rennserie 2002 den Titel in der Klasse bis 2000 cm³ erzielt hatte,  erfolgte 2003 der Aufstieg in die Dänische Tourenwagen-Meisterschaft.
Dort fuhr  er schon recht früh ganz vorne mit und wurde Elfter der Endabrechnung. 2007 holte  er  auf einem Seat Leon den Titel  und gewann zudem auf einem Seat Leon von GR Asia den European Touring Car Cup für Super-2000-Fahrzeuge. 2008 wechselte Nykjær zu Poulsen Motorsport auf einen BMW 320si E90. Nach einem durchwachsenen Saisonbeginn sicherte  er sich bei den letzten beiden Veranstaltungen der Saison noch jeweils einen Laufsieg und Platz vier in der Meisterschaft. Der größte Erfolg im Jahr 2008 wurde der erneute Gewinn des European Touring Car Cup. Auf einem Chevrolet Lacetti von Chevrolet Motorsport Danmark holte  er mit einem Laufsieg und einem zweiten Platz souverän den Titel. Von 2010 bis 2011 ging  er für das spanische SUNRED-Team in einem Seat Leon in der Tourenwagen-Weltmeisterschaft an den Start. Beim zweiten Rennen in Monza (2010) hatte Nykjær erstmals die Möglichkeit, einen Weltmeisterschaftslauf für sich zu entscheiden. Er lag lange Zeit an der Spitze, bis ihn in der letzten Runde ein Reifenschaden aus dem Rennen warf. Die Saison 2010 beendete Nykjær auf dem 11. Platz. Im folgenden Jahr erreichte er mit einem dritten Platz beim ersten Rennen in Japan seinen bisher einzigen Podiumsplatz. In der Gesamtwertung wurde Nykjær Zehnter. Sein Team war auch in der Privatfahrerwertung eingeschrieben, in der er mit zwei Punkten Rückstand auf seinen Landsmann Kristian Poulsen Zweiter wurde. Trotz seiner guten Saison zog sich Nykjærs Hauptsponsor zurück und damit blieb er ohne Cockpit in der WTCC. 2012 fuhr Nykjær die komplette Saison in der STCC in einem Chevrolet Cruze für Chevrolet Motorsport Sweden und landete mit fünf Siegen auf Platz 3. Während die Saison im Gange war, kam es für Nykjær doch noch zu einem WTCC-Start, als Pasquale Di Sabatino von privaten Team bamboo-engineering erkrankte. Nykjær wurde als Ersatzmann benannt und fuhr seinen Chevrolet Cruze in Curitiba auf den fünften und sechsten Platz.

## Statistik

### Meistertitel
- 2002 Dänische Gruppe-N-Meisterschaft bis 2000 cm³
- 2007 Dänische Tourenwagen-Meisterschaft
- 2007 European Touring Car Cup (Super 2000)
- 2008 European Touring Car Cup (Super 2000)
- 2009 Dänische Tourenwagen-Meisterschaft